# Dialeurodes gigantica
Dialeurodes gigantica là một loài côn trùng cánh nửa trong họ Aleyrodidae, phân họ Aleyrodinae.
Dialeurodes gigantica được Sundararaj & David miêu tả khoa học đầu tiên năm 1991.